# Es Pontàs

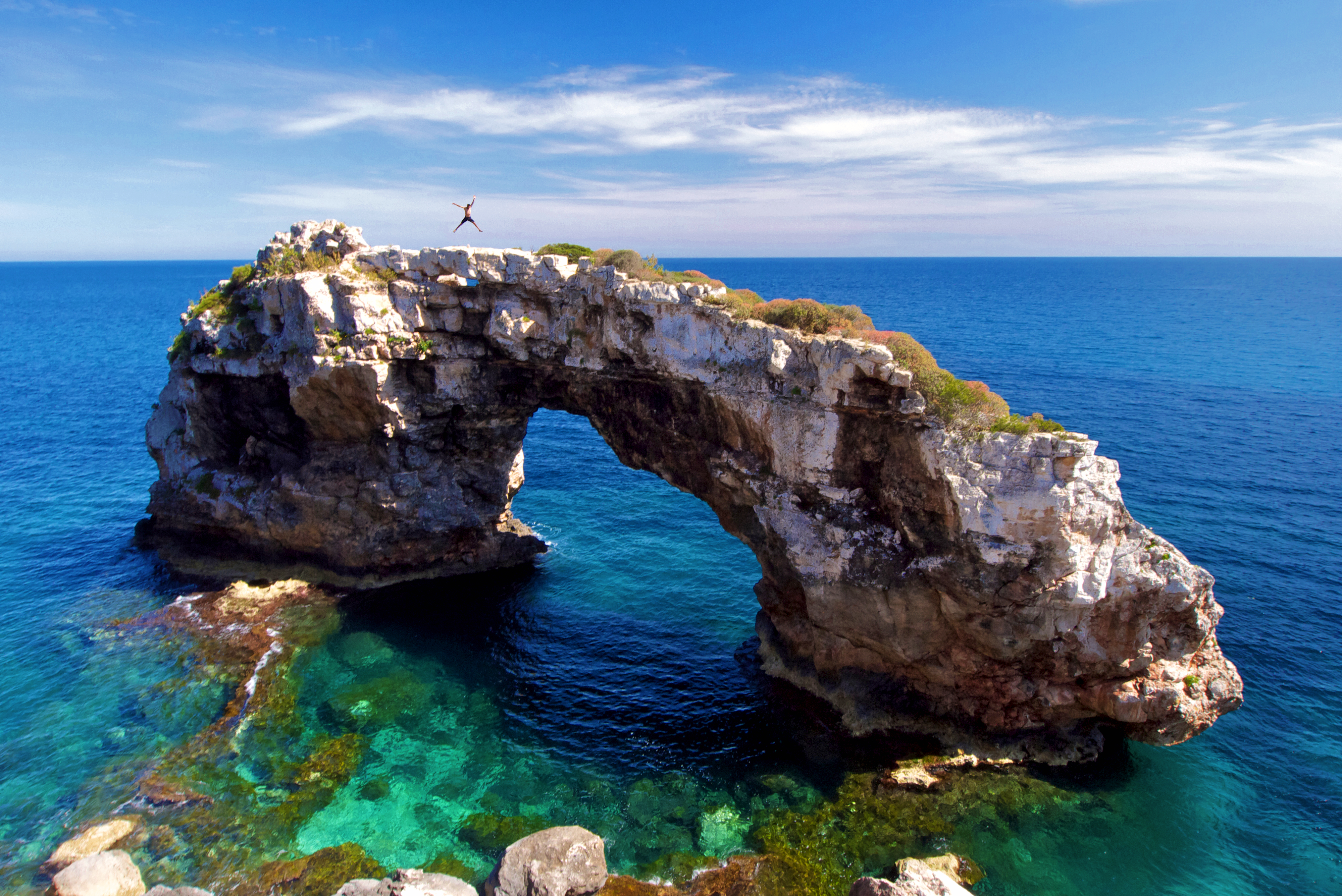
Es Pontàs

Es Pontàs ist ein Felsentor im Meer des südöstlichen Teils der Baleareninsel Mallorca. Die natürlich entstandene „Brücke“ ist rund 70 Meter breit und befindet sich direkt an der Küstenlinie zwischen der Cala Santanyí und der Cala Llombards in dem Gemeindegebiet von Santanyí. Das der Küste vorgelagerte Felsentor ist eines der landschaftlichen Wahrzeichen Mallorcas.

## Kletterrevier
Es Pontàs wird von Kletterern genutzt. An dem Felsen befinden sich insgesamt neun Deep Water Solo-Routen. Darunter die im Sommer 2006 von Chris Sharma erstbegangene Route, welche ebenfalls Es Pontàs heißt und mit 9a+ bewertet ist. Sie konnte bis 2021 nur dreimal wiederholt werden und gilt als schwerste Deep Water Solo-Route der Welt. Die Route ist unter anderem Thema des Films King Lines.

## Zugang
Die beste Aussicht auf das Felsentor ergibt sich vom Mirador Es Pontàs. Man erreicht den Aussichtspunkt vom Strand der Cala Santanyí auf einer zehnminütigen Kurzwanderung.